# ليكيلي
ليكيلي (بالإيطالية: Lequile)‏ هي بلدة وبلدية في مقاطعة ليتشي في إقليم بوليا في جنوب إيطاليا.

## السكان
في سنة 1861 بلغ عدد السكان 1٬238 نسمة، وتطور العدد ليصل في سنة 2011 لـ 8٬624 نسمة.
يظهر هذا المخطط البياني تطور النمو السكاني لـ ليكيلي